# Glioma
El glioma es un tipo de neoplasia que se produce en el cerebro o en la médula espinal. Se llama glioma, ya que surge a partir de células gliales. Su ubicación más frecuente es el cerebro.

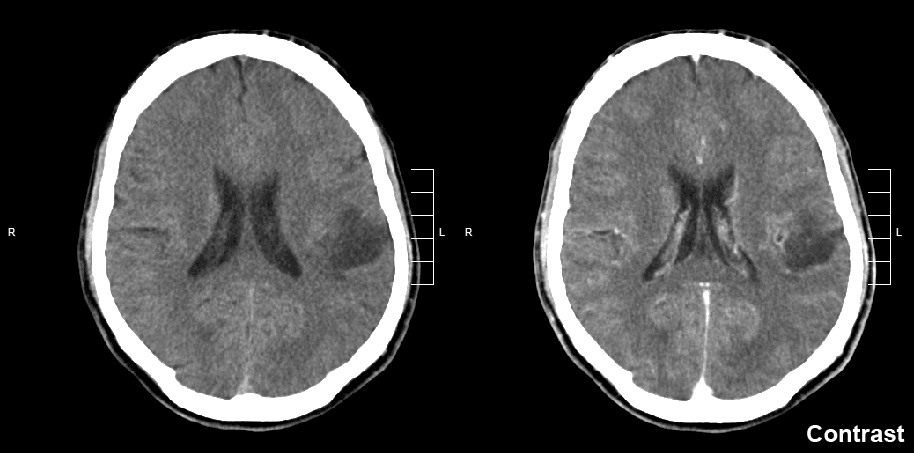
Glioma en el lóbulo parietal izquierdo.

## Clasificación
Los gliomas son clasificados por tipo de células, por grado, y por ubicación.

### Por tipo de célula
Los gliomas son nombrados de acuerdo con el tipo específico de células que más se asemejan a sus características histológicas (no necesariamente de las que se originan). Los principales tipos de gliomas son los siguientes:
- Ependimomas - Células ependimarias
- Astrocitomas - astrocitos - el más común es el glioblastoma multiforme
- Oligodendrogliomas - oligodendrocitos

### Por grado
Los gliomas son clasificados de acuerdo a su grado, que viene determinado por la evaluación patológica del tumor.
- De bajo grado son gliomas bien diferenciados (no anaplásico); estos son benignos y auguran un mejor pronóstico para el paciente.
- De alto grado son gliomas indiferenciados o anaplásicos; estos son malignos y tienen un peor pronóstico.

De numerosos sistemas de clasificación, el más común es el sistema de clasificación de astrocitoma de la Organización Mundial de la Salud (OMS). El sistema de la OMS asigna una calificación de 1 a 4, siendo 1 el menos agresivo y 4 es el más agresivo.
Sistema de clasificación de la OMS para astrocitomas:
- OMS Grado I - por ejemplo, astrocitoma pilocítico.
- OMS Grado II - por ejemplo, astrocitoma difuso o de bajo grado.
- OMS Grado III - por ejemplo, astrocitoma anaplásico (maligno) .
- OMS Grado IV - por ejemplo, glioblastoma multiforme (el glioma más común en adultos).

El peor pronóstico corresponde a los gliomas de grado 4, con un promedio de tiempo de supervivencia de 12 meses. En general, pocos pacientes sobreviven más allá de 3 años.

### Por ubicación
Los gliomas se pueden clasificar en función de si están por encima o por debajo de una estructura meníngea llamada tentorio que delimita dos partes dentro de la cavidad craneana:
- Supratentoriales o sobre el tentorio: 70% se da en adultos.
- Infratentoriales o debajo del tentorio: 70% se da en niños.

## Síntomas
Los síntomas de los gliomas dependen de qué parte del sistema nervioso central se ve afectada. Un glioma cerebral puede causar dolores de cabeza, náuseas y vómitos, convulsiones y trastornos como consecuencia del aumento de la presión intracraneal. Un glioma del nervio óptico puede causar la pérdida visual. Un glioma en la médula espinal puede causar dolor, debilidad o entumecimiento en las extremidades. Los gliomas no metastatizan por el torrente sanguíneo, pero puede propagarse a través del líquido cefalorraquídeo incluso hasta la médula espinal.

## Patología
Los gliomas de alto grado estimulan la formación de nuevos vasos que carecen de barrera hematoencefálica. Tienen extensas áreas de necrosis e hipoxia. Se diseminan a través de las vías nerviosas de interconexión del propio cerebro, sin tener límites definidos ni siquiera en el momento del diagnóstico. En el 80% de los casos recidivan en un margen de 2 cm de la zona de resección tumoral, incluso cuando la extirpación es macroscópicamente completa. Por lo general, los gliomas de alto grado volverán a salir, incluso después del tratamiento quirúrgico completo y del tratamiento con radioterapia y quimioterapia.
Por otra parte, los gliomas de bajo grado crecen lentamente, a menudo durante muchos años, y pueden ser seguidos sin tratamiento a menos que crezcan y causen síntomas.

## Pronóstico
Los gliomas rara vez se pueden curar. El pronóstico para los pacientes con gliomas de alto grado es, por lo general, malo. De 10 000 estadounidenses diagnosticados cada año con gliomas malignos, aproximadamente la mitad continúan vivos 1 año después del diagnóstico, y el 25% después de dos años. Aquellos que tienen  astrocitoma anaplásico tienen una supervivencia media de unos tres años.

## Tratamiento

### Terapia estándar
El tratamiento para los gliomas cerebrales depende de la ubicación, el tipo de células y el 
grado de malignidad. A menudo, el tratamiento es un enfoque combinado, utilizando la cirugía, radioterapia y quimioterapia.
Los tumores de este tipo son muy difíciles de erradicar y es necesario habitualmente combinar todas las terapias para darle el máximo beneficio a los pacientes.
La cirugía tiene como objetivo conseguir la máxima extirpación segura, es decir, conseguir quitar cuanto más tumor posible, sin producir déficits neurológicos.
Los tumores de la médula espinal pueden tratarse con cirugía y radioterapia. La temozolomida es un fármaco quimioterapéutico que es capaz de atravesar la barrera hematoencefálica de manera efectiva y está siendo utilizado en la terapia.

### Enfermedad refractaria
Para glioblastomas recurrentes de alto grado, estudios recientes se inclinan por el aprovechamiento de antiangiogénicos como los bloqueadores del factor de crecimiento endotelial (VEGF) como el bevacizumab en combinación con la quimioterapia convencional, con resultados alentadores.